# Charles Johnson (luchador)
Charles Johnson (Gotemburgo, Suecia, 31 de enero de 1887-Los Ángeles, 17 de septiembre de 1967) fue un deportista estadounidense de origen sueco especialista en lucha libre olímpica donde llegó a ser medallista de bronce olímpico en Amberes 1920.

## Carrera deportiva
En los Juegos Olímpicos de 1920 celebrados en Amberes ganó la medalla de bronce en lucha libre olímpica estilo peso medio, tras los luchadores finlandeses Eino Leino (oro) y Väinö Penttala (plata).